# Мост через реку Каменка
Мост через реку Каменка — арочный мост через реку Каменку в городе Каменск-Уральский Свердловской области.
Постановлением Правительства Свердловской области № 859-ПП от 28 декабря 2001 года присвоен статус памятника архитектуры регионального значения.

## Расположение
Мост расположен в старой части города и пересекает реку по оси запад-восток. По нему проходит улица Ленина, по правому берегу вдоль реки улица Мостовая переходит в улицу имени Льва Толстого, по левому расположена улица Крестьянская. 

## История
На первоначальном этапа развития Каменского завода этот мост имел большое значение и логистически упрощал транспортировку товаров и руды. Через этот мост шёл тракт связывавший хлебное Зауралье с промышленным Уралом. На схемах и картах XVIII века он уже отмечен.
Восточный берег начинается крутым склоном Воронятского оврага, который отделял ближайшие рудники от посёлка. Весной в период половодья вешние воды по оврагу сносили куски руды и мусор к мосту, создавая затор.
В конце XIX века проезд по оврагу усугубился, так как рядом, в Собачьем бору, была организована свалка мусора, навоза, падших животных. О создавшемся положении неоднократно в 1896 году писала «Екатеринбургская неделя». Деревянный мост несколько раз был смыт при весеннем открытии шлюзов на плотине городского пруда.
В сложившейся ситуации Камышловская уездная управа приняла решение о строительстве капитального моста. Был взят типовой проект без привязки к конкретной местности, и на него было выделено 18 563 рублей 14 копеек. Строительные работы велись Пермским земством, начались в 1902 году и продолжались два года, в 1903 году мост был построен и сдан.
В конце 1950-х проезжую часть моста расширили, дорогу по оврагу закатали в бетон, а склоны его украсили дерновым покрытием в виде квадратов.
Осенью 2012 года были проведены ремонтные работы участка дороги на спуске с Воронятской горы, на самом мосту и подъезде к нему со стороны старого Каменска
Летом 2014 года проведены ремонтные работы дорожного полотна. Покрытие заменено асфальтобетоном повышенной плотности и прочности, прочищены колодцы и ливневая канализация.

## Конструкция
Мост двухпролётный арочный каменный. Пролёты сводчатые в форме лучковых арок. Сооружение выполнено в характерной архитектуре конца XIX века. Черты неоклассицизма сочетаются с элементами «кирпичного стиля». Нижняя часть устоев и пилона облицована в стиле рустики из блоков серого гранита с грубо сколотой поверхностью. Между сводами по оси пилона расположена полуциркульная в плане, как пилоны, лопатка. Подобными, но более узкими лопатками, фланкированы береговые устои. Плоскость береговых устоев между лопатками завершают аркатурные пояса, опирающиеся на ступенчатые консоли с узкими нишами между ними, это характерный мотив «кирпичного стиля».
Мост предназначен для движения автотранспорта и пешеходов. Проезжая часть моста включает в себя 2 полосы для движения автотранспорта. Покрытие проезжей части и тротуаров — асфальтобетон. Тротуары отделены от проезжей части металлическим барьерным ограждением. Перильное ограждение чугунное художественного литья.